# 1990 no teatro

## Nascimentos
| Data           | Nome           | Profissão             | Nacionalidade  | Observações | Ref |
| -------------- | -------------- | --------------------- | -------------- | ----------- | --- |
| 3 de outubro   | Debby Lagranha | atriz e apresentadora | Brasil         |             |     |
| 28 de novembro | Carla Diaz     | actriz                | Brasil         |             |     |
| 20 de dezembro | JoJo           | atriz e cantora       | Estados Unidos |             |     |

## Mortes
| Data         | Nome               | Profissão           | Nacionalidade | Observações | Ref |
| ------------ | ------------------ | ------------------- | ------------- | ----------- | --- |
| 4 de janeiro | José Maria Santos, | ator                | Brasil        | n. 1933     |     |
| 8 de julho   | Amélia Rey Colaço  | encenadora e actriz | Portugal      | n. 1898     |     |
| 8 de outubro | José Luis Alonso   | director de teatro  | Espanha       | n. 1924     |     |